# Bridgitte Hartley
Bridgitte Ellen Hartley (Sandton, 14 de julio de 1983) es una deportista sudafricana que compitió en piragüismo en la modalidad de aguas tranquilas.
Participó en los Juegos Olímpicos de Londres 2012, obteniendo una medalla de bronce en la prueba de K1 500 m. Ganó tres medallas de bronce en el Campeonato Mundial de Piragüismo entre los años 2009 y 2018.

## Palmarés internacional
| Juegos Olímpicos   | Juegos Olímpicos            | Juegos Olímpicos  | Juegos Olímpicos |
| Año                | Lugar                       | Medalla           | Competición      |
| ------------------ | --------------------------- | ----------------- | ---------------- |
| 2012               | Londres (Reino Unido)       | Medalla de bronce | K1 500 m         |
| Campeonato Mundial |                             |                   |                  |
| Año                | Lugar                       | Medalla           | Competición      |
| 2009               | Dartmouth (Canadá)          | Medalla de bronce | K1 1000 m        |
| 2014               | Moscú (Rusia)               | Medalla de bronce | K1 500 m         |
| 2018               | Montemor-o-Velho (Portugal) | Medalla de bronce | K1 1000 m        |